# لو بينج
لو بينج (بالصينية: 吕鹏) (28 أكتوبر 1989 في الصين - ) هو لاعب كرة قدم صيني في مركز الوسط. شارك مع منتخب الصين لكرة القدم. أما مع النوادي، فقد لعب مع داليان ييفانغ ونادي داليان شيده وBeijing Sport University F.C. ‏ وDalian Shide Siwu FC ‏.

## وصلات خارجية
- لو بينج على موقع قاعدة بيانات كرة القدم.إي يو (الإنجليزية)
- لو بينج على موقع ناشيونال فوتبول تيمز (الإنجليزية)
- لو بينج على موقع Soccerway.com (الإنجليزية)